# 527
A denominação de 527 (DXXVII) foi quando a era do calendário Anno Domini (ou "Era Cristã") começou a ser prevalente na Europa. Na Era Romana, o ano equivalente era 1280 Ab urbe condita. Teve início e fim numa sexta-feira com a letra dominical C.
| Ano completo                       |
| ---------------------------------- |
| Ano comum com início à sexta-feira |

## Eventos
- Concílio de Toledo de 527
- Início do governo de Justiniano I no Império Bizantino